# Harry Brown
Harry Brown è un film del 2009 diretto da Daniel Barber, con protagonista Michael Caine.

## Trama
Harry Brown è un ex-royal marine reduce dal conflitto nordirlandese. Vorrebbe vivere la sua tranquilla vita di pensionato ma abita in un quartiere di case popolari dominato da bande di teppisti. Proprio per evitare un sottopasso pedonale pericoloso perché male frequentato, allunga il suo abituale percorso verso l'ospedale ma vi giunge troppo tardi: la moglie malata nel frattempo è morta. Un suo amico decide di reagire ma viene sopraffatto dai piccoli criminali, morendo assassinato proprio nel sottopassaggio incriminato. A questo punto l'ex combattente, che si era mantenuto ai margini delle quotidiane schermaglie tra residenti e spacciatori, decide di mettere in campo la sua esperienza nelle tecniche di combattimento e repressione della guerriglia. Dovrà fare i conti con agguerrite bande di narcotrafficanti, le inconcludenti indagini della polizia e la fitta rete di corruzione e connivenze che mano a mano scoprirà essere stata messa in opera dai vertici del locale crimine organizzato. Alla fine guadagnerà la possibilità di compiere in sicurezza il percorso che gli avrebbe consentito di vedere la moglie per l'ultima volta anche se a prezzo di numerosi lutti e violenze.

## Produzione
Michael Caine è stato ufficialmente ingaggiato l'8 settembre 2008, poco dopo l'annuncio dell'ingresso nel cast di Emily Mortimer.
Il film è stato girato nel complesso residenziale denominato Heygate Estate a Walworth, Southwark nella zona sud di Londra, un enorme insieme di edifici popolari. Scelto per le sue caratteristiche di forte degrado ambientale e sociale (era stato abitato da un massimo di 3.000 persone), è stato definitivamente demolito nel 2014.

## Distribuzione
Il trailer è stato diffuso il 20 settembre 2009, e dopo la presentazione al Toronto International Film Festival (12 settembre 2009) e al Doha Tribeca Film Festival (30 ottobre), il film è uscito nelle sale inglesi l'11 novembre dello stesso anno. In Italia è stato trasmesso in prima visione su Rai 4 il 30 novembre 2014.
Il film costato 7,3 milioni di dollari, ne ha incassati 10.329.747.